# Андрон
Андрон у архитектури је просторија за мушкарце у кућама античке Грчке, насупрот гинекиону, односно просторијама у којима су биле жене.